# Fresnoy-le-Château
 Fresnoy-le-Château  es una población y comuna francesa, en la región de Champaña-Ardenas, departamento de Aube, en el distrito de Troyes y cantón de Lusigny-sur-Barse.

## Demografía
| 227 | 213 | 210 | 194 | 211 | 223 |
| Para los censos de 1962 a 1999 la población legal corresponde a la población sin duplicidades (Fuente: INSEE [Consultar]) |     |     |     |     |     |